# Charles Frédérick Barden
Charles Frédérick "Charley" Barden, (Canterbury, 1874 - Leicester, 1962) va ser un ciclista britànic, professional des del 1894 al 1900. Va destacar en el ciclisme en pista especialment en la Velocitat, on va guanyar dues medalles de plata als Campionat del món de l'especialitat de 1896 i 1897